# Labus madecassus
Labus madecassus är en stekelart som beskrevs av Schulthess 1907. Labus madecassus ingår i släktet Labus och familjen Eumenidae. Inga underarter finns listade i Catalogue of Life.